# Merv
Merv (Persisk: مرو, Marv) var en stor oase-by i Centralasien, på den historiske silkevej. Merv ligger i nærheden af dagens Mary i Turkmenistan.
Adskillige byer har eksisteret på pladsen, der var central for udveksling af kultur og politik på et sted af stor strategisk værdi. Det hævdes, at Merv kortvarigt var den største by i verden i 1100-tallet. Merv blev optaget på UNESCOs Verdensarvsliste i 1999.